# Baćina (Ploče)
Baćina falu Horvátországban, Dubrovnik-Neretva megyében. Közigazgatásilag Pločéhez tartozik.

## Fekvése
Makarskától légvonalban 40, közúton 46 km-re délkeletre, községközpontjától légvonalban 3, közúton 5 km-re északnyugatra, a Baćinai-tavaktól délre fekszik. A település keleti, alacsonyabban fekvő részét, mely a tó mellett található ma Mala és Velika Baćinának nevezik. Felette fekszik Dvorina a régi lakóházak maradványaival, míg a nyugati részt Zavodnak nevezik.

## Története
Baćina vidéke már az ókorban is lakott volt. Ennek bizonyítéka a Sladinac nevű településrészén található 5. századi ókeresztény bazilika maradványa, melyet Szent András apostol tiszteletére szenteltek. A templom mellett valószínűleg egy nagyobb római település állt, melyet többen az ókori Pretoriával, illetve Aroniával azonosítottak. A horvát törzsek a 7. század végén telepedtek le itt, ezután területe a neretvánok kenézségének Paganiának a részét képezte. A középkorból sírkövek és sírkőlapok tanúskodtak arról, hogy itt ebben az időben is folyamatos volt az élet. A neretvánok egyik legnagyobb települése állhatott itt. A középkori temető sajnos 1965-ben az Adria-parti főút építése során nagyrészt megsemmisült. Baćina első írásos említése Alvise Mocenigo velencei dózse egy 1571-ben kibocsátott oklevelében történt, de a mai település nyugati része, melyet ma Zavodnak neveznek már 1434-ben a kreševoi oklevélben is szerepel „Zahod” néven. (A név a horvát „zapad” (nyugat) főnévből származik.)  A baćinai plébánia első említése 1340-ben történt. A török a 15. század második felében szállta meg ezt a vidéket, mely 1690 körül szabadult fel végleg a több mint kétszáz éves uralma alól. A török uralom idején a hívek lelki szolgálatát a zaostrogi ferences atyák látták el. A török uralom után a terület a Velencei Köztársaság része lett. A baćinai plébániát 1746 alapították újra, anyakönyveit is azóta vezetik. A velencei uralomnak 1797-ben vége szakadt és osztrák csapatok vonultak be Dalmáciába. 1806-ban az osztrákokat legyőző franciák uralma alá került, de Napóleon lipcsei veresége után 1813-ban újra az osztrákoké lett. A 19. század közepén még falvak egész sora állt ezen a területen, melyek többsége mára elpusztult. 
Baćinának 1857-ben 451, 1910-ben 499 lakosa volt. 1918-ban az új szerb-horvát-szlovén állam, majd később Jugoszlávia része lett. A második világháború idején a Független Horvát Állam része volt. A településnek 2011-ben 572 lakosa volt.

## Népesség
| Lakosság változása | Lakosság változása | Lakosság változása | Lakosság változása | Lakosság változása | Lakosság változása | Lakosság változása | Lakosság változása | Lakosság változása | Lakosság változása | Lakosság változása | Lakosság változása | Lakosság változása | Lakosság változása | Lakosság változása | Lakosság változása |
| ------------------ | ------------------ | ------------------ | ------------------ | ------------------ | ------------------ | ------------------ | ------------------ | ------------------ | ------------------ | ------------------ | ------------------ | ------------------ | ------------------ | ------------------ | ------------------ |
| 1857               | 1869               | 1880               | 1890               | 1900               | 1910               | 1921               | 1931               | 1948               | 1953               | 1961               | 1971               | 1981               | 1991               | 2001               | 2011               |
| 451                | 502                | 381                | 463                | 491                | 499                | 708                | 747                | 290                | 247                | 205                | 115                | 78                 | 714                | 578                | 572                |

(1857-ben, 1869-ben, 1921-ben és 1931-ben az adatok Ploče és Peračko Blato lakosságát is tartalmazzák.)

## Nevezetességek
- Szent György vértanú tiszteletére szentelt plébániatemplomát[4] 1621-ben említik először, valószínűleg nem sokkal ezelőtt építették. Ezt a régi templomot lebontották és a helyére 1872-ben építették a mai plébániatemplomot homlokzatán kőrozettával, felül pedig nyitott harangtoronnyal. A kommunista uralom idején a hatóságok nem engedtek misét tartani benne, sőt még a javítására sem adtak engedélyt, bár nyilvánvaló volt, hogy a tető beomlik. 1958-ban harangját leemelték a harangtoronyból és a Peračko Blato területén fekvő Klokun közelében elásták. 1993-ban a helyiek kiásták és április 23-án Szent György ünnepének előestéjén Jurić érsek vezetésével ünnepélyesen helyezték vissza a régi helyére. Ez volt ez első alkalom 1941 óta, hogy a templomban misét tartottak. Az épület 18 méter hosszú és 6 méter széles. Szent Györgyöt ábrázoló oltárképét Filippo Naldi festette a 18. század második felében. Ebben az időszakban készült a Szeplőtelen Szűzanya szobra is.
- Szent Lukács evangélista tiszteletére szentelt temploma[5] a Kruševo-dombon áll, lényegében a Szent György templommal egy időben épült 1621 körül. 1672-ben megújították. Homlokzata felett kis harangtorony látható benne egy haranggal. Boltozata gótikus. A középkorban temető volt körülötte, melynek sírkövei részben fennmaradtak, egyikük a templom alapfalába van befalazva. A templom 10 és fél méter hosszú, 5 és fél méter széles. A kommunista hatóságok itt sem engedtek misét tartani és javítását sem engedték meg, bár a tető beázott és a templom ajtaja is hiányzott. 1943-ban az olasz megszállók harangját leszerelték, ledobták és elásták. Ennek szemtanúi voltak Nikola Katić és Ana nevű felesége, akik titkukat Jadran nevű fiukra bízták. Ő közölte aztán 1993-ban titkát Jozo Ćerlek atyával, így a harang ötven év után visszakerülhetett a harangtoronyba. Még abban az évben a templomot teljesen felújították. Ugyanebben az évben Szent Lukács ünnepén helyezték el a templomban a szent új szobrát, Ivica Krilić helyi lakos ajándékát, melyet Rómából hozott magával.
- Szent Illés próféta tiszteletére szentelt kápolnáját 1863-ban építették. A kápolna a plébánia épületével együtt a II. világháború idején kiégett és már nem építették újjá. Az idők folyamán romos állapotba került és ma is rom.
- A település legjelentősebb régészeti lelőhelye a Sladinacon az Adria-parti főút mellett található egy olyan domb aljában, amelyen a történelem előtti időben vár állt. A domb alatti települést a rómaiak újjáépítették. Néhány történész szerint ez lehetett az ókori Pretoria, vagy talán Aronia, melyet több késő ókori író is megemlít. Fontosságát az adta, hogy összeköttetést jelentett a Biokovo térsége és a Neretva völgye között, de közel feküdt a Ploča-öbölhöz is, ahol már abban az időben megfelelő kikötő volt. Itt, egy akkor már régóta létező római temető területén építették fel az 5. század végén, vagy a 6. század elején a Szent András templomot.[6] A templom később temetőkápolnaként működött, melyet a körülötte és az épületen belül megtalált sírok is igazolnak. A feltárás során előkerült leletek között cseréptöredékek, pénzérmék, szép kidolgozású, madarat ábrázoló fibula, diadém és ezüst fülbevalók kerültek elő. A templom egyhajós volt félköríves apszissal, melyet kívülről támpillérek esősítettek. A hajó északi és déli oldalához különböző helyiségek csatlakoztak, melyek istentiszteleti és temetkezési célokat szolgáltak. A kora középkorban a 9. század körül a hajó és az apszis falait belülről is támpillérekkel erősítették meg, melyek a boltozatot tartották. Ebből az a következtetés vonható le, hogy az itt állt település a középkori Pagania egyik városa lehetett.
- A Zađa nevű helyen, az autópályától körülbelül 200 m-re északkeletre és Podmeđina-Tomaševići falucskától kissé északabbra, egy északról zárt, termékeny mező szélén, a Vlačina- és Gradina-dombok mellett egy római villagazdaság (villa rustica) maradványai találhatók. A lelőhely sajnos megművelt földterületen található, amely miatt az épületmaradványokat nagyrészt lebontották, és főként kőből szárazon rakott telekhatárok építéséhez használták fel. Az egykori épületegyüttesből mára két különálló, egymástól mintegy 150 m-re levő épületrész látható. A száraz kőfalakban látható számos kőtömb mellett az ősi épületek létezését számos felszíni lelet is bizonyítja: főként római tetőcserepek töredékei és cserépedények darabjai, melyek több különálló helyen találhatók.[7]
- A település keleti határában található a Baćinai-tó, mely tulajdonképpen hat, összefüggő tóból álló tórendszer. Részei az Oćuša-, a Crniševo-, a Podgora-, a Sladinac-, a Vrbnik-, a Šipak- és a Plitko-tó. Mélysége 3 és 45 méter között váltakozik. Több forrás is táplálja, melyek közül fontos megemlíteni a Klokun területén a Plitko-tó mellett eredő forrást, mely ivóvízzel látja el Ploče városát és környékét is. A tórendszer kriptodepresszió, azaz medencéjének legmélyebb pontja a tengerszint alá ér. 1912-ben csatornával kötötték össze a Ploča-öböllel.